# Vintage (banda)
Vintage (o Vintazh) (Винтаж en ruso) es un grupo ruso de música pop formado en 2006 por la cantante Anna Pletnyova, el músico Alexei Romanov y Miya (hasta que fue sustituida por Svetlana Ivanova).
A lo largo de su carrera, han publicado tres álbumes y ocho sencillos de los cuales, cuatro han liderado el top de las radios musicales del país.

## Historia

### Formación y primeros años
El grupo se formó en Moscú a mediados de 2006 por la exsolista de Litséi: Anna Pletnyova y por el anterior integrante de Amega: Alexei Romanov. En un principio tenían pensado llamar al grupo "Chelsea", pero se decantaron por "Vintage".
A finales de agosto de 2007 grabaron el videoclip para la canción Goodbye, el cual empezó a sonar en las emisoras radiofónicas de Rusia durante septiembre alcanzando el puesto 14 del chart. En los dos meses, la banda realizó pequeñas giras por Moscú y la provincia además de actuar en una fiesta en la playa organizada por Evropa Plus. El 22 de noviembre publicaron su primer álbum titulado Kriminalnaya lyubov cuya presentación tuvo lugar el 27 de noviembre en el club Opera.
En abril de 2008 publicaron el vídeo musical de Plokhaya devochka con la colaboración de la actriz Elena Korikova. El 12 de junio, el sencillo alcanzó el tercer puesto del TopHit 100 hasta llegar al primer puesto durante dos semanas.
En octubre, Miya abandonó el grupo y fue sustituida por Svetlana Ivanova.

### SEX
En febrero de 2009, la banda realizó giras nacionales (Moscú, Ulyanovsk, Kaliningrado, Samara) e internacionales (Riga, Minsk).
El 15 de marzo grabaron Eve, siendo este el sencillo más exitoso del grupo liderando el chart durante 9 semanas.
En agosto publicaron su cuarto sencillo del álbum Devochki lunatiki, uno de los temas más controvertidos de la banda por sus implicaciones sociales.
En octubre publicaron su segundo álbum: SEX debutando en el puesto 12 del listado de ventas.

### Mickey y Roman
El 16 de abril de 2010 presentaron a través de Love Radio el sencillo Mickey, dedicado a Michael Jackson, quien falleciera un año atrás. Vintage publicó el videoclip en dos idiomas: inglés y ruso. A pesar de que las letras no tuvieron tanta aceptación como sus anteriores sencillos, el clip se hizo muy popular en internet.
El 11 de septiembre, las emisoras Evropa Plus, Russkoye Radio, Love Radio y Svezheie Radio promocionaron su nuevo trabajo: Roman.

## Discografía

### Álbumes
- (2007) Kriminalnaya lyubov
- (2009) SEX
- (2010) Anechka
- (2013) Very Dance
- (2014) Decamerone

### Sencillos
- (2006) Mamma Mia (del álbum: Kriminalnaya lyubov)
- (2007) Целься "objetivo" (del álbum: Kriminalnaya lyubov)
- (2007) Всего хорошего "Todo lo bueno" (del álbum: Kriminalnaya lyubov)
- (2008) Плохая девочка "Chica mala" (del álbum: SEX)
- (2008) Одиночество любви "La soledad del amor" (del álbum: SEX)
- (2009) Ева "Eva" (del álbum: SEX)
- (2009) Девочки-лунатики "Las chicas son locas" (del álbum: SEX)
- (2009) Victoria (del álbum: SEX)
- (2010) Микки "Mickey" (del álbum: Anechka)
- (2010) Роман "Romance" (del álbum: Anechka)
- (2011) Мама Америка "Mama América" (del álbum: Anechka)
- (2011) Деревья "Árboles" (del álbum: Anechka)
- (2012) Москва "Moscú" (del álbum: Very Dance)
- (2012) Нанана "Nanana" (del álbum: Very Dance)
- (2012) Танцуй последний раз "Baila por última vez" (del álbum: Very Dance)
- (2012) Свежая Вода "Agua dulce" (del álbum: Very Dance)
- (2013) Знак Водолея "Signo Acuario" (del álbum: Very Dance)